# Молох (ящерица)
Моло́х (лат. Moloch horridus) — ящерица из семейства агамовых. Вид монотипического рода. Название ящерица получила по имени языческого божества Молоха, которому, по преданию приносили человеческие жертвы.

## Описание

### Внешний вид
Голова маленькая, узкая; тело широкое, уплощённое, покрыто многочисленными короткими изогнутыми роговыми шипами различной величины, которые образуют подобие рогов над глазами и на подушковидном выросте на шее. Окраска тела сверху коричневато-жёлтая или красновато-коричневая с тёмными пятнами и узкой охристо-жёлтой полосой, проходящей вдоль середины спины, снизу — светло-охристая с рисунком из тёмных полос. Молох способен изменять окраску в зависимости от физиологического состояния, температуры и освещения. Длина тела до 22 см.

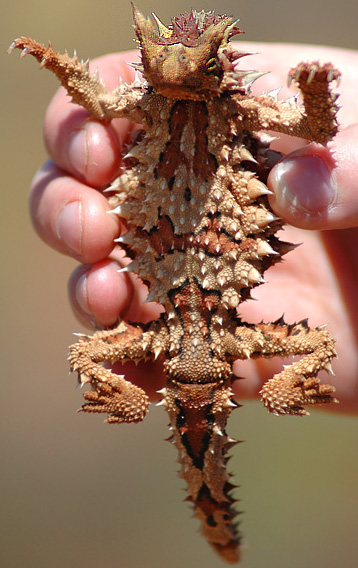

### Распространение
Молох широко распространён в песчаных пустынях и полупустынях центральных и западных районов Австралии.

### Образ жизни
Активен в дневное время. Передвигается молох медленно, держа своё туловище на вытянутых ногах и почти не касаясь хвостом земли. В мягком грунте ящерицы роют небольшие норы, но могут и целиком погружаться в песок на небольшую глубину, напоминая этим американских жабовидных ящериц и азиатских круглоголовок. Испуганный молох нагибает вниз голову, выставляя расположенный на затылке вырост с устремлёнными вперед крупными шипами. Этот вырост играет роль «ложной головы», отвлекая внимание хищника от настоящей головы.
Питается исключительно муравьями-фуражирами, в основном Iridomyrmex flavipes, которых ловит с помощью липкого языка. Добывая пищу, молох устраивается возле муравьиной дорожки и захватывает языком появляющихся насекомых, не трогая тех, кто несёт крупную ношу. При этом он старается не выдыхать вниз, чтобы запах муравьиной кислоты не вызвал тревоги. Было подсчитано, что за один день ящерица может съесть до нескольких тысяч муравьёв.
Молох не пьёт обычным способом. Вместо этого он «собирает» дождевую воду или росу кожей. Раньше считалось, что молох способен впитывать воду кожей, подобно амфибиям. Но исследования, проведённые с помощью электронного микроскопа, показали, что это не так. Попавшие на кожу капли воды под действием капиллярных сил устремляются по микроскопическим каналам между чешуйками к краям пасти и постепенно проглатываются ящерицей. Для поступления воды в пасть молох двигает челюстями — «жуёт воду». Масса молоха после соприкосновения с водой может увеличиться почти на 30 %.
Самка в сентябре-декабре откладывает в нору 3-10 яиц; детёныши вылупляются через 90-135 суток.
Из естественных врагов отмечены хищные птицы и вараны.

## Конвергенция
Молох является одним из примеров конвергентной эволюции.
В мировой фауне есть несколько групп ящериц, специализирующихся на поедании муравьёв, то есть ставших мирмекофагами. Это австралийский молох, североамериканские жабовидные ящерицы и некоторые круглоголовки (например, такырная круглоголовка Phrynocephalus helioscopus). Все они внешне и по поведению сходны между собой: обладают широким уплощённым телом, покрытым шипиками, относительно медленно передвигаются и способны зарываться в песок.

## Галерея

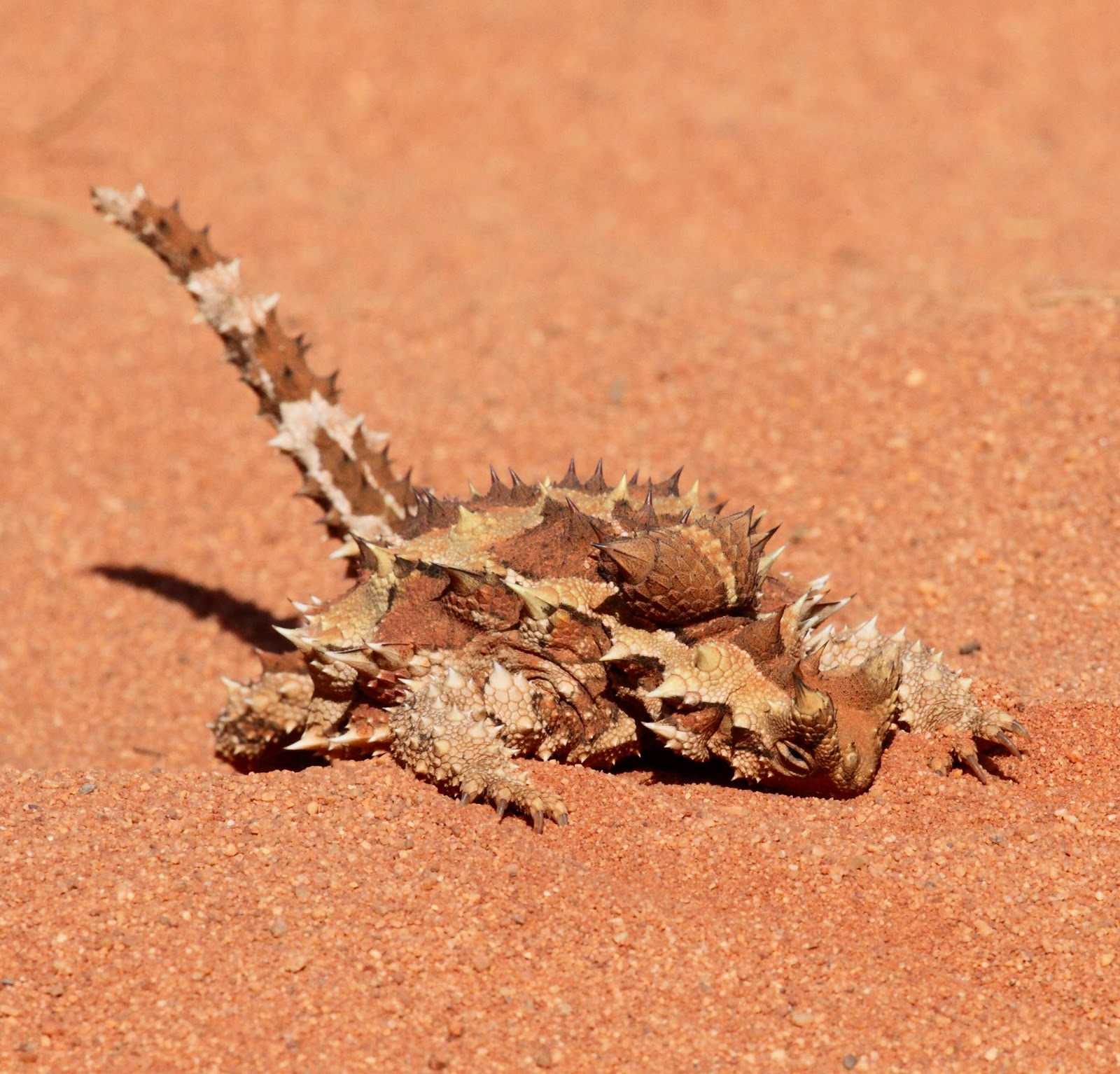
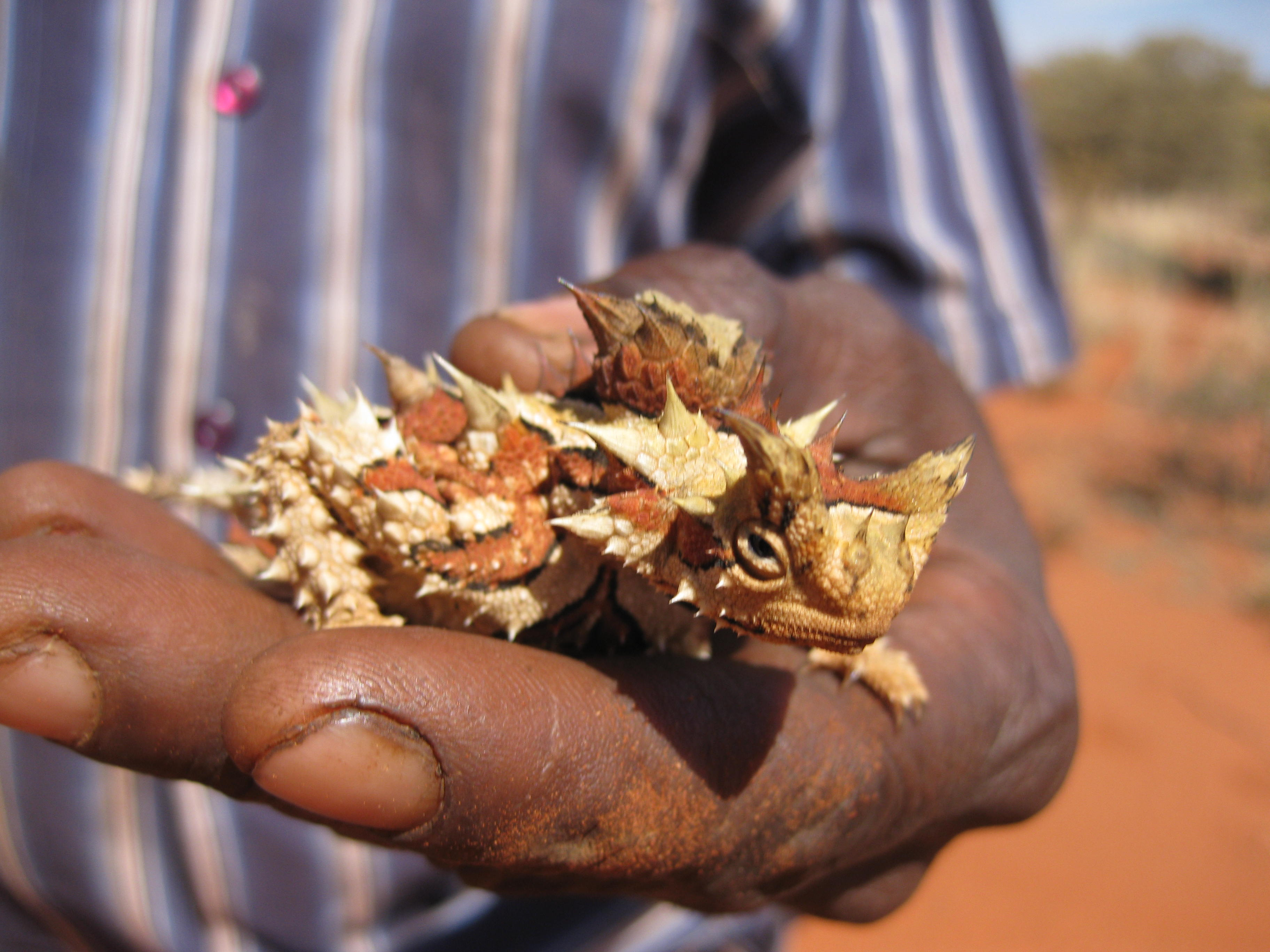
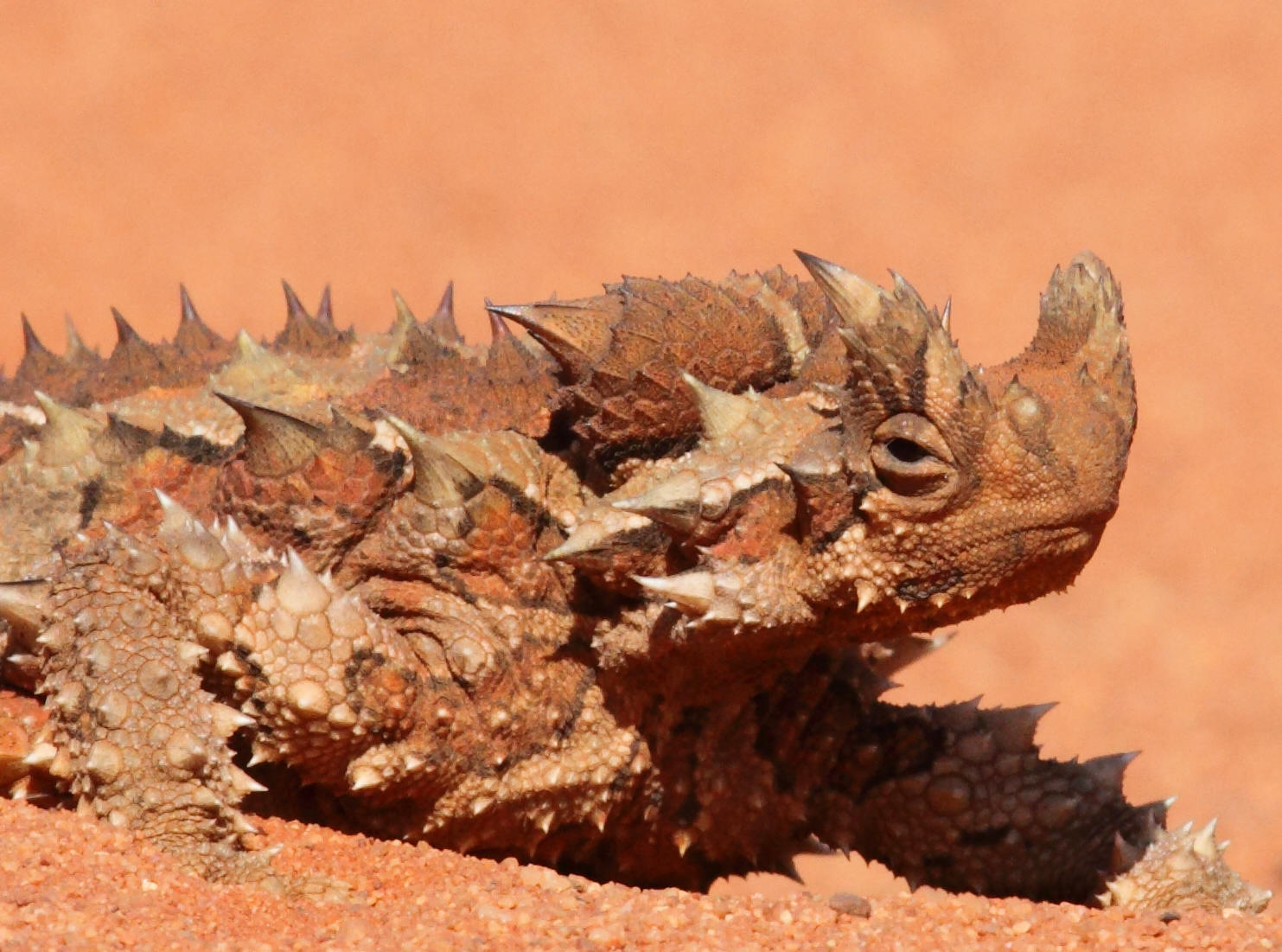
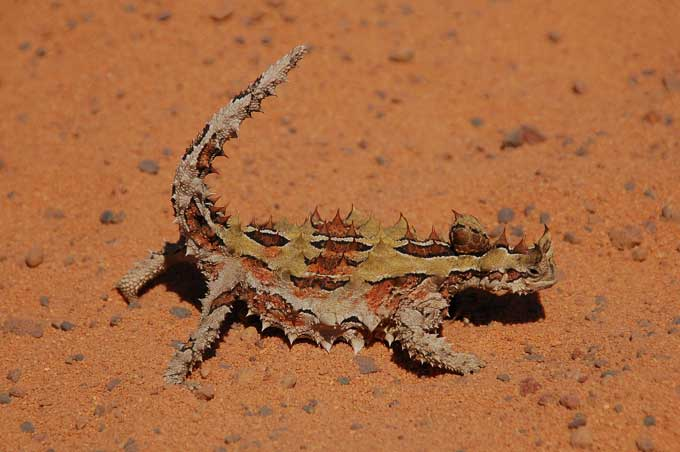
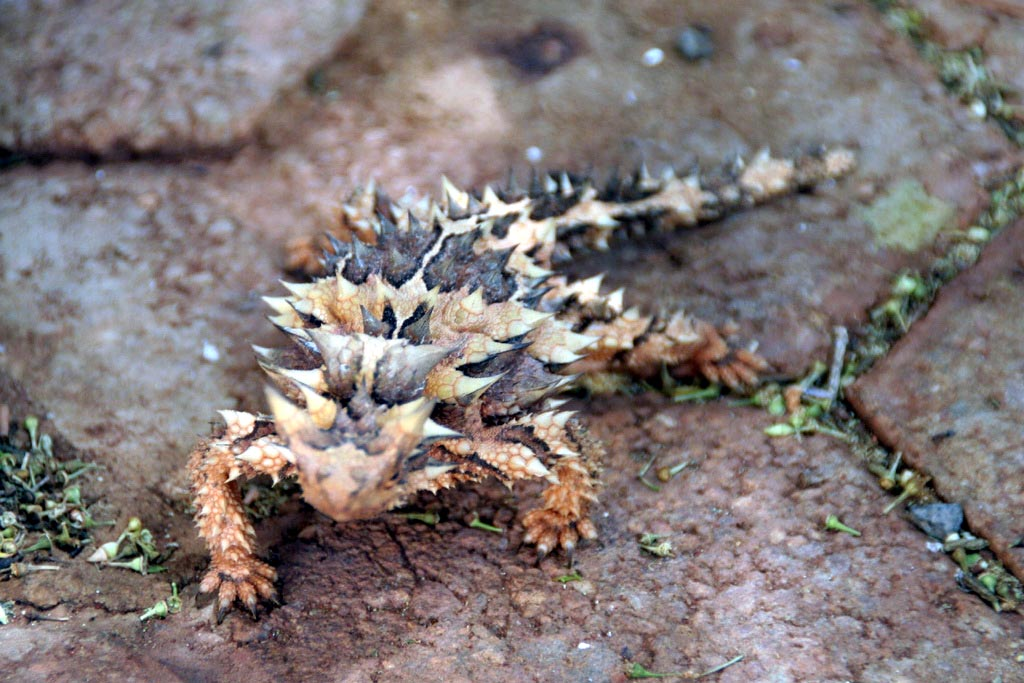